# Miliana
Miliana (em árabe: مليانة) é uma cidade localizada na província de Aïn Defla, no norte da Argélia. Sua população era de 44 201 habitantes, em 2008.

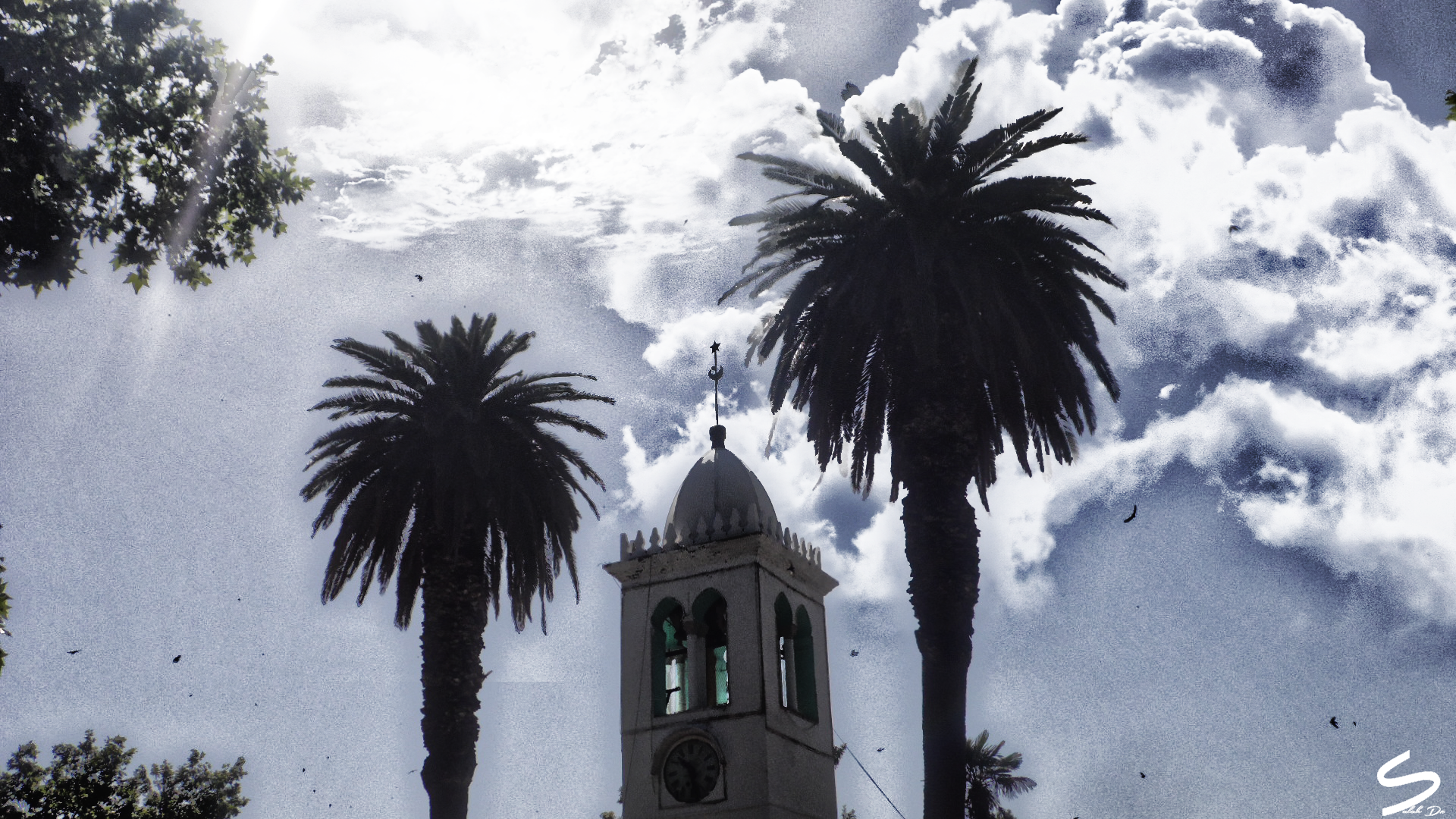
Centro da cidade; relógio e museu